# Otero (Cudillero)
Otero (en asturiano: Outeiro) es una aldea española de la parroquia de San Juan de Piñera, perteneciente al municipio de Cudillero, en la comunidad autónoma de Asturias.

## Toponimia
El lugar puede encontrarse referido como Otero y Outeiro.

## Demografía
En 2023, la entidad singular de población de Otero tenía empadronados 29 habitantes, todos ellos en el núcleo de población de ese nombre.